# Sabiha Sultan
Rukiye Sabiha Sultan (turco ottomano: رقیہ صبیحه سلطان, lett. "affascinante" e "mattino"; dopo il 1952 Sabiha Osmanoğlu; Istanbul, 19 marzo 1894 – Istanbul, 26 agosto 1971) è stata una principessa ottomana, figlia del sultano Mehmed VI e della sua prima consorte Nazikeda Kadın.

## Origini
Rukiye Sabiha Sultan nacque il 19 marzo 1894 a Istanbul, a villa Örtakoy. Suo padre era il futuro sultano Mehmed VI, all'epoca Valiahd Şehzade, e sua madre sua moglie Nazikeda Hanım. Era la terza e ultima figlia dei suoi genitori, dopo Fenire Münire Sultan, nata e morta nel 1888, e Fatma Ulviye Sultan, nata nel 1892. La sua nascita fu particolarmente complicata, tanto che in seguito Nazikeda non poté avere altri figli. Aveva anche un fratellastro, minore di lei di diciotto anni, Şehzade Mehmed Ertuğrul, nato dalla seconda consorte del padre, Müveddet Kadin.
Sabiha e sua sorella Ulviye furono istruite da Refik Bey, figlio di Mihrifelek Hanim, seconda governante del sultano Abdülmecid I, e da Mlle Voçino, insegnante di pianoforte.

## Matrimonio

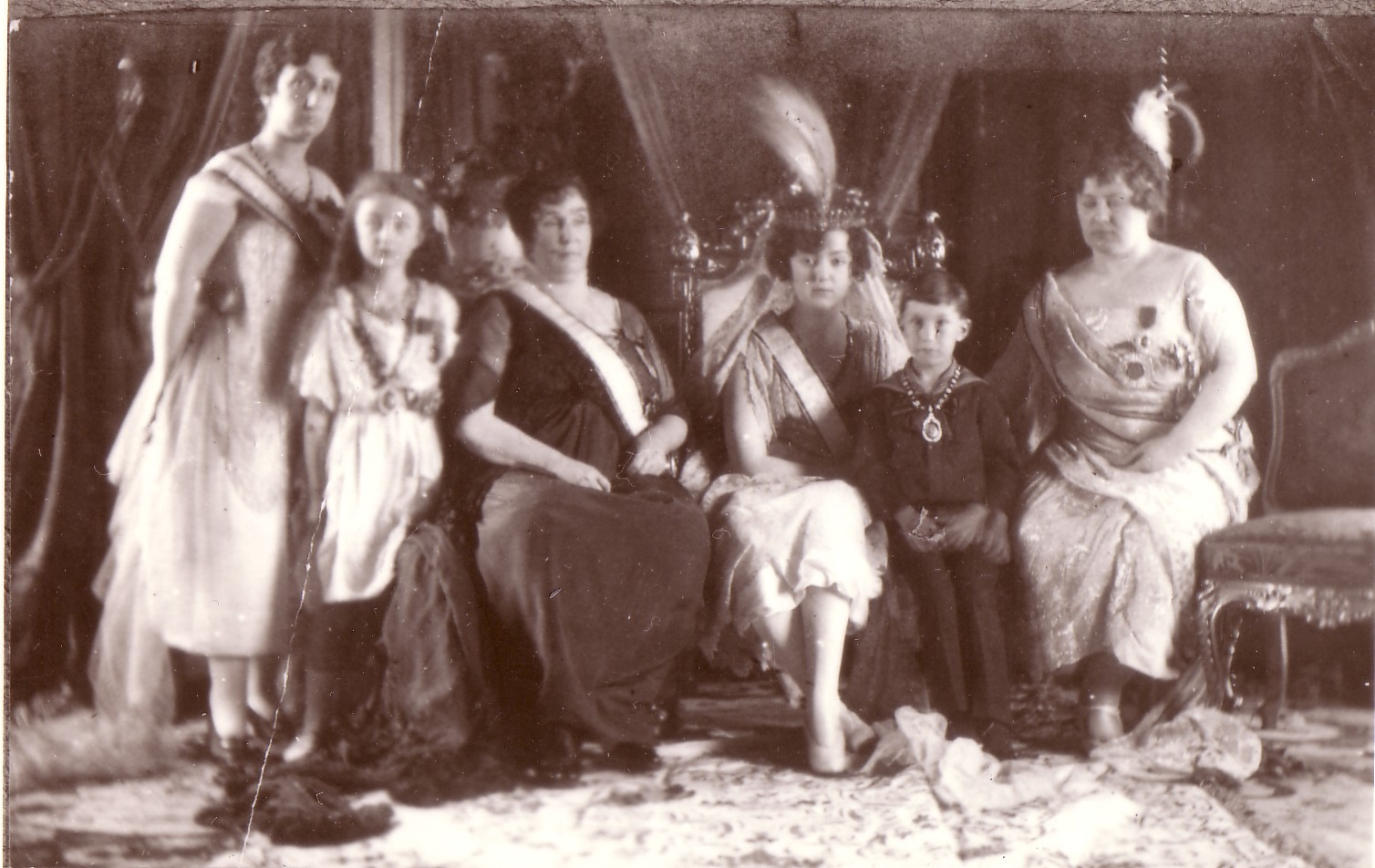
Sabiha Sultan (terza da destra) il giorno del suo matrimonio. Con lei, da sinistra a destra: sua sorella Ulviye, la nuova cognata Dürrüşehvar, sua madre Nazikeda, il suo fratellastro Ertuğrul, sua suocera Şehsuvar.

Sabiha Sultan era nota come la principessa più ammirata della sua generazione. Chi la conosceva, come il poeta turco Yahya Kemal, era solito lodarla dicendo che era "diversa" dalle altre donne della famiglia imperiale.
Nel 1918, quando suo padre salì al trono, Sabiha era, insolitamente, ancora nubile. Tuttavia, aveva diversi pretendenti: Rauf Orbay, parente di Sazkar Hanım, una delle consorti del sultano Abdülhamid II; Mahmud Kemal Pasha, membro del governo; Babanzade Fuad Bey, alto ufficiale; Suphi Bey di Damasco, capitano dell'esercito; e infine Mehmed Ali Pasha, nipote del Gran Visir Ahmed Muhtar Pasha, ma tutti loro furono però immediatamente scartati. 
Furono invece considerate le pretese di Ahmad Shah Qajar, ultimo membro regnante della dinastia Qajar; e di Mustafa Kemal Ataturk, che pochi anni dopo avrebbe abolito il sultanato per proclamare la repubblica, di cui sarebbe stato il primo presidente.
Tuttavia, anche queste proposte furono scartate perché Sabiha manifestò il desiderio di sposare Şehzade Ömer Faruk, un suo cugino di secondo grado, figlio del futuro califfo Abdülmecid II e nipote del sultano Abdülaziz. Inizialmente il suo desiderio fu respinto, perché fra il ramo famigliare di Sabiha, discendente del sultano Abdülmecid I, e quello di Faruk, discendente di Abdülaziz (i due erano fratellastri), non correva buon sangue a causa della morte sospetta di Abdülaziz, ufficialmente suicida, ma sospettato di essere stato assassinato dai sostenitori dei figli di Abdülmecid I. Alla fine però, vedendo che la coppia era sinceramente innamorata, le loro madri, Şehsuvar Hanim e Nazikeda Kadın, intercedettero per loro presso i rispettivi coniugi riuscendo a ottenere il consenso, anche nella speranza di riunire la famiglia.
Il matrimonio di celebrato il 20 aprile 1920 nel padiglione delle reliquie del Palazzo di Topkapı. Il celebrante era Şeyhülislam Hayrizade Ibrahim Efendi e i rappresentanti degli sposi Başkatip Ali Fuad Bey per Sabiha e Ömer Yaver Pasha per Faruk. Il ricevimento si tenne invece nel Palazzo di Yıldız.
Inizialmente, dieci giorni dopo le nozze, la coppia si stabilì nella villa di Rumelihisarı, ma ad ottobre il padre di Sabiha donò a lei e a sua sorella due palazzi a Nişantaşı, così la villa a Rumelihisarı divenne la loro dimora estiva. 
Nei tre anni successivi i due ebbero due figlie, Fatma Neslişah Sultan e Zehra Hanzade Sultan, la seconda delle quali nacque appena sei mesi prima della sentenza di esilio per la famiglia imperiale del marzo 1924, secondo la quale tutti i membri della dinastia dovevano lasciare la Turchia entro una settimana. Al tempo, Faruk e il padre si trovavano in Svizzera, così Sabiha lo raggiunse lì con le figlie, viaggiando da sola con loro sull'Orient Express. Dalla Svizzera si trasferirono poi a Nizza, dove nacque la loro ultima figlia, Necla Hibetullah Sultan.
Nel 1930, ospitarono nella loro villetta anche loro cugino, Şehzade Ibrahim Tevfik, e la sua famiglia, in particolare la sua figlia minore, Fevziye Sultan, fino alla morte di lui l'anno seguente. A quel punto, Fevziye venne ripresa da sua madre. Nello stesso periodo, ospitarono anche la madre di Sabiha, Nazikeda Kadın, che occupava la stanza degli ospiti, occasionalmente insieme al figliastro Şehzade Mehmed Ertuğrul quando questi veniva a visitare la sorellastra e le nipoti. Nel 1938, Sabiha e la sua famiglia, inclusa la madre, si trasferirono ad Alessandria d'Egitto, dove Nazikeda, già malata, morì nel 1941.
Nel 1940, partecipò il 26 settembre al matrimonio di sua figlia Neslişah con Mohamed Abdel Moneim, figlio dell'ultimo Khedivè d'Egitto Abbas Hilmi II; e il 19 settembre quello di sua figlia Hanzade col principe egiziano Mehmed Ali Ibrahim. L'ultima figlia, Necla, sposò nel 1943 il principe egiziano Amir Ibrahim.

## Divorzio

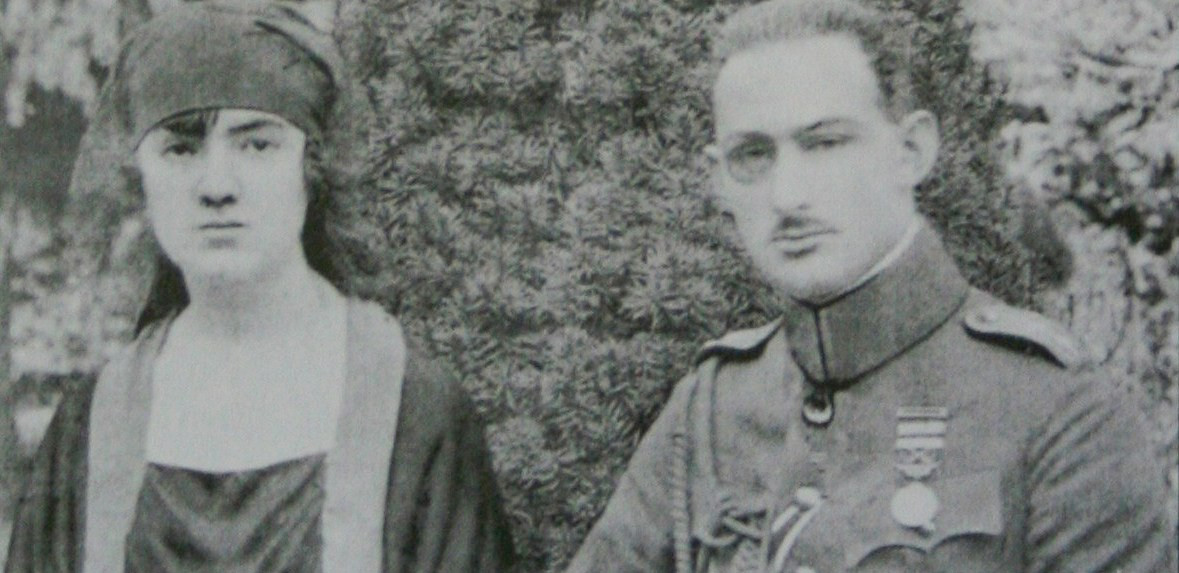
Sabiha con suo marito Faruk

Dopo il matrimonio delle figlie, il matrimonio fra Sabiha e Faruk entrò in crisi, perché lui s'innamorò, ricambiato, di una loro cugina, Mihriban Mihrişah Sultan.
La crisi esplose nel 1944, quando, alla morte del califfo Abdülmecid II, la famiglia si riunì per decidere il nuovo capo della Casa Imperiale di Osman. Sabiha si schierò contro Faruk a favore di Şehzade Ahmed Nihad, che avrebbe infine ottenuto la carica, e le loro figlie fecero altrettanto. Faruk colse l'occasione per accusare Sabiha di aver manipolato le figlie per mettergliele contro, e chiese il divorzio, che però riuscì a ottenere solo quattro anni dopo, il 5 marzo 1948. Un decennio dopo, Faruk divorziò anche da Mihrişah, e in quell'occasione rimpianse la sua scelta, dichiarando di "aver divorziato dalla migliore delle donne per sposare la peggiore".

## Ultimi anni
Dopo il divorzio, Sabiha lasciò la sua villa a Maadi per trasferirsi a Heliopolis, in un piccolo appartamento più vicino a dove viveva sua figlia Neslişah. Nel mentre, chiese a sua figlia Hanzade, che in quel periodo viveva a Parigi, di poter usare la sua casa a Il Cairo per custodire i mobili e i beni che non entravano nel nuovo appartamento. Hanzade acconsentì, ma nel 1952, con la rivoluzione egiziana, che scacciò la famiglia reale, tutti i membri della famiglia ottomana in Egitto furono nuovamente esiliati e i loro beni confiscati.
La famiglia di Sabiha riparò in Europa, dove Sabiha visse ospite delle figlie, un po' di Neslişah a Montreux e un po' di Hanzade a Parigi. Visse per un po' anche con suo nipote Sultanzade Sabahaddin Bey, figlio di sua cugina Seniha Sultan.
Tuttavia, più tardi quello stesso anno, il governo turco revocò l'esilio per le principesse e Sabiha decise immediatamente di tornare a Istanbul, dove, in ottemperanza alla legge sul cognome del 1934, prese nome Sabiha Osmanoğlu. Si stabilì nel quartiere Nişantaşı, dove un tempo aveva posseduto il suo palazzo.

## Morte
Rukiye Sabiha Sultan morì il 26 agosto 1971 nella sua casa, a settantasette anni. Fu sepolta nel cimitero di Aşiyan Asri di Istanbul.

## Discendenza
Dal suo matrimonio, Sabiha ebbe tre figlie, tutte sposate a membri della famiglia reale egiziana:
- Fatma Neslişah Sultan (2 febbraio 1921 - 2 aprile 2012). Si sposò una volta ed ebbe un figlio e una figlia.
- Zehra Hanzade Sultan (12 settembre 1923 - 19 marzo 1998). Si sposò una volta ed ebbe una figlia e un figlio.
- Necla Hibetullah Sultan (16 maggio 1926 - 6 ottobre 2006). Nata in esilio lo stesso giorno della morte di suo nonno materno Mehmed VI. Si sposò una volta ed ebbe un figlio.

## Onorificenze
Sabiha Sultan fu insignita delle seguenti onorificenze:
- Ordine della Casa di Osman
- Ordine dei Medjidie, ingioiellato
- Ordine della carità, 1ª classe